# OUBEY
OUBEY (* 1958; † 2004) war ein deutscher bildender Künstler.

## Leben und Werk
OUBEY studierte von 1979 bis 1983 Architektur an der Universität Karlsruhe. Parallel zum Architekturstudium entstand sein künstlerisches Frühwerk.
Angeregt durch Fritz Haller, bekannt geworden vor allem durch das von ihm entwickelte modulare Möbelsystem USM Haller, kam OUBEY mit dessen visionären Projekten wie der Planung prototypischer Raumkolonien und der futuristischen Konzeption für eine globale Stadtplanung (Integral Urban) in Berührung. Die Erkenntnisse aus diesen Projekten, sein visionäres Denken und sein bereits in frühen Jahren ausgeprägtes Interesse an Naturwissenschaft und Mathematik, Philosophie, Lyrik, Science Fiction und Kunst bildeten den geistigen Hintergrund für sein künstlerisches Werk.
1983 traf er die Entscheidung, fortan als freier Künstler zu leben und zu arbeiten.
Von 1987 bis 2001 arbeitete er im vormaligen Karlsruher Atelier von Markus Lüpertz, wo unter anderem auch seine avantgardistische Computermalerei am Amiga 500 entstand. Mit diesen von ihm so genannten „PhotonPaintings“ bestritt er im Jahr 1992 seine erste Verkaufsausstellung. Danach entschied er sich für den Rückzug aus der Öffentlichkeit, um für eine unbestimmte Zeit so frei wie möglich von äußerer Einflussnahme arbeiten zu können.
Der Umzug in ein neues Atelier und die zwölfjährige Erfahrung des freien Schaffens, das ausschließlich der eigenen künstlerischen Vision folgte, machten für ihn erstmals wieder eine öffentliche Präsentation seiner Bilder vorstellbar. Als OUBEY im August 2004 bei einem Verkehrsunfall ums Leben kam, befand er sich mitten in der produktiven Vorbereitung auf diesen Schritt.
In der begrenzten Zeit seines künstlerischen Schaffens entstand ein Werk, das mehr als 1200 Arbeiten umfasst. Im Rahmen des Projektes „Mindkiss“, initiiert und geleitet von OUBEYs Partnerin Dagmar Woyde-Koehler, wird dieses Werk nun nach und nach der Öffentlichkeit posthum zugänglich gemacht.

## Projekt Mindkiss
Das Mindkiss-Projekt hat zum Ziel, OUBEYs Lebenswerk zu erhalten, zu erschließen und postum an die Öffentlichkeit zu bringen.
Die Ergebnisse aus einer ersten Phase der Projektarbeit wurden am 23. März 2010 im Zentrum für Kunst und Medientechnologie Karlsruhe erstmals öffentlich präsentiert. Mittlerweile wurden zahlreiche Videos und Dokumentarfilme zusätzlich auf der Webseite und auf YouTube frei zugänglich veröffentlicht.
Das Projekt umfasst:
- das fünfbändige Buch OUBEY Mindkiss, inzwischen mit drei Designpreisen ausgezeichnet, gestaltet von Stefan Sagmeister aus New York.
- den OUBEY Experience Film (2010) des Berliner Regisseurs Bernd Müller, der auf experimentelle Weise eine Annäherung an den Künstler OUBEY und seine sehr eigene Auffassung der Welt, Kunst und Kosmos unternimmt.
- die Global Encounter Tour mit den sogenannten OUBEY Encounters
- den Dokumentarfilm OUBEY Encounters – The Journey (2013)[2]
- den Dokumentarfilm OUBEY – Ein Element des Universellen (2014) (englischer Titel: OUBEY – An Element of the Universal)
- den Dokumentarfilm OUBEY in Africa (2016)

### Filme
Für das OUBEY-Encounter-Filmprojekt reist Dagmar Woyde-Koehler im Rahmen der sogenannten Global Encounter Tour mit originalen Bildern zu Personen, die sich in ihrer beruflichen Tätigkeit oder aufgrund eines besonderen persönlichen Interesses mit Fragen beschäftigen, die auch für OUBEY und sein künstlerisches Schaffen von Bedeutung waren. Die spontane Reaktion auf das bis dahin unbekannten Bild wurde filmisch dokumentiert. 25 dieser kurzen Filme sind auf YouTube sowie auf der Website zu sehen und in der folgenden tabellarischen Übersicht aufgelistet.
| Encounter-Nr. | Protagonisten | Gemälde                                  | Ort, Datum                                   |
| ------------- | --- | ---------------------------------------- | -------------------------------------------- |
| 1             | Cecilia Scorza, Astrophysikerin, Max-Planck-Institut in Heidelberg (MPIA)                                                                                        | Untitled, 1986                           | Heidelberg (Deutschland), Februar 2010       |
| 2             | David Letellier/Kangding Ray, Musiker/Komponist | Grünes Bild, 1981                        | Berlin (Deutschland), März, 2010             |
| 3             | Peter Kruse, Professor der Psychologie | Untitled, 1981                           | Bremen (Deutschland), Januar 2010            |
| 4             | Liz Howard, Mezzosopran | Stürzender Engel, 1992                   | München (Deutschland), Dezember 2009         |
| 5             | Frans Boeckhorst, Systemforscher/Psychologe | Reise der Monaden, 1982                  | Nijmegen (Niederlande), März 2010            |
| 6             | Friedemann Schrenk, Palaeonthropologe | Untitled, 1988                           | Frankfurt (Deutschland), Juli 2010           |
| 7             | Luise Neukirch, Schülerin | Anythink: Leeroy, 1986                   | Berlin (Deutschland), März 2010              |
| 8             | Stuart Kauffman, Arzt und Biologe | Untitled, 1986                           | Santa Fe (USA), August 2010                  |
| 9             | Uwe Anton, Perry Rhodan Exposé Autor | Untitled, 1981/82                        | Wuppertal (Deutschland), Mai 2010            |
| 10            | David Weinberger, Forscher am Harvard’s Berkman Center For Internet & Society                                                                                    | Titanic, 1985                            | Brookline (USA), Februar 2010                |
| 11            | Helena, Kassidy, Laetitia, Sophia and Yannik, Grundschüler | Untitled, 1993/94                        | München (Deutschland), Mai 2010              |
| 12            | Alexander Deichsel, Soziologe | Reise der Monaden, 1982                  | Genf (Schweiz), August 2010                  |
| 13            | Seth Shostak, Chef-Astronom am SETI Institute | Krypto, 1987                             | Mountain View (USA), April 2012              |
| 14            | Lawrence M. Krauss, Theoretischer Physiker und Kosmologe | Untitled, 1987                           | Tempe (USA), April 2012                      |
| 15            | Joe Betts-LaCroix, Executive Director bei Health Extension | Pferdekopfnebel / Horsehead Nebula, 1987 | Belmont (USA), October 2012                  |
| 16            | Rainer Blatt, Experimentalphysiker (Universität Innsbruck und Institut für Quantenoptik und Quanteninformation der Österreichischen Akademie der Wissenschaften) | Untitled, 1987                           | Innsbruck (Österreich), September 2011       |
| 17            | Elena, Violinistin | 27 Cube Memory System, 1987              | Wellington (Neuseeland) März 2012            |
| 18            | Tanemahuta Gray, Intendant, Produzent, Choreograf | Morphogenese, 1981/82                    | Paraparaumu Aotearoa (Neuseeland), März 2012 |
| 19            | Daniel Opitz, Meeresbiologe, Naturfilmer | Nullfeld, 1986                           | Pa´ia/Maui (Hawaii), Mai 2013                |
| 20            | Karl Sigmund, Mathematiker | Ohne Titel, 1985                         | Wien (Österreich), September 2011            |
| 21            | Robby Seeger, Giant Wave Surfer | Ohne Titel, 1996                         | Haiku/Maui (Hawaii), Mai 2013                |
| 22            | Indy Johar, Architekt | Ohne Titel, 1991                         | London (UK), August 2014                     |
| 23            | Dallas Seymour, Ex-Rugby Nationalspieler der „All Blacks“ | Samurai, 1985                            | Wellington/Aotearoa (Neuseeland), März 2014  |
| 24            | 10 Jahre alter Junge, Schüler | Ohne Titel, 1996                         | Kampala (Uganda), Dezember 2015              |
| 25            | Dr. Kizito Maria Kasule, Künstler und Professor | Ohne Titel, 1984                         | Kampala (Uganda), Dezember 2015              |

### Ausstellungen
Im Jahr 2012 startete die fünfjährige Global-Encounter-Tour, in deren Rahmen OUBEYs Originalwerke präsentiert werden:
- Erste Station, Oktober 2012: „OUBEY – Visions: Through Art to Science“. Symposium am Goethe-Institut San Francisco, in Zusammenarbeit mit der Academy of Arts University San Francisco.[4][1]
- Zweite Station, März 2013: „The Joy of Insight“. Eröffnungsvortrag von Peter Kruse im Direktorenhaus Berlin.[5]
- Dritte Station, November 2013: „OUBEY – Art & Complexity“. Im Rahmen des Global Peter Drucker Forums 2013 in Wien.[6]
- Vierte Station, März 2014: „An Element of the Universal“ an der Te Kura Kaupapa Maori O Nga Mokopuna Maori Schule in Seatoun/Wellington, Aotearoa Neuseeland.[7]
- Fünfte Station, Oktober 2014: „Everything is Connected with Everything“. OUBEY an der Central European University in Budapest, Ungarn.[8][9]
- Sechste Station, Mai 2015: „OUBEY Mindkiss 5th Anniversary Happening“ im ZKM Karlsruhe, Deutschland.[10]
- Siebte Station, Dezember 2015: „Unmittelbarkeit ist das Entscheidende“ an der Nagandu International Academy of Art and Design (NIAAD) in Kampala, Uganda.[11]

## Veröffentlichungen
- 1992: Mindkiss – The Photopainting. Katalog zur gleichnamigen Ausstellung. Hrsg. von Atelier O.U.B.E.Y (dt. u. engl.).
- 2010: OUBEY Mindkiss. Deutscher Kunstverlag Berlin. Hrsg. von Dagmar Woyde-Koehler, Konzeption: Stefan Sagmeister, Dagmar Woyde-Koehler, ISBN 978-3-422-06797-4.
- 2011: OUBEY 2011. Hrsg. von Engelhardt & Bauer. Konzeption und Gestaltung: MAGMA Design.
- 2014: Wir haben uns erkannt. In: brand eins, Ausgabe 01/2014 Schwerpunkt: Originalität, S. 100–106.
- 2014: Dagmar Woyde-Koehler – „Es geht darum, das Universum, vielleicht auch die vielen Universen, zu erforschen.“ In: Galore Interviews. Mai 2014, von: Raphael Rusitzka.

## Auszeichnungen
OUBEY Mindkiss
- 2010 red dot Design Award
- 2010 AIGA (American Institute of Graphic Arts) New York: 50 Books/50 Covers Award
- 2010 Communication Art: Award of Excellence

OUBEY
- 2011 Gregor Calendar Award: Hauptpreis Gregor Award[12]
- 2011 Type Directors Club New York: Certificate of Typographic Excellence